# Kly (Mělník)
Kly é uma comuna checa localizada na região da Boêmia Central, distrito de Mělník.